# 10-羟基癸酸
10-羟基癸酸（英語：10-Hydroxydecanoic acid）是一种Ω-羟基飽和脂肪酸，化学式HO(CH2)9COOH，是蜂王漿中的微量物质，1957年被发现。